# Wild Knoll
Der Wild Knoll (englisch; bulgarisch могила Уайлд mogila Uajld) ist ein 2370 m hoher Berg im westantarktischen Ellsworthland. Im Ellsworthgebirge ragt er 12,76 km südwestlich des Mount Klayn, 12 km westsüdwestlich des Mount Fisek und 13,65 km nordwestlich des Patmos Peak auf. Seine steilen Westhänge sind teilweise unvereist. Der Minnesota-Gletscher liegt südsüdwestlich von ihm.
US-amerikanische Wissenschaftler kartierten ihn 1961 und 1988. Die bulgarische Kommission für Antarktische Geographische Namen benannte ihn 2014 nach dem Schweizer Naturillustrator und -fotografen John James Wild (geboren als Jean Jacques Wild, 1824–1900), einem Teilnehmer an der britischen Challenger-Expedition (1872–1876).